# Stockholmsutställningens reklammast

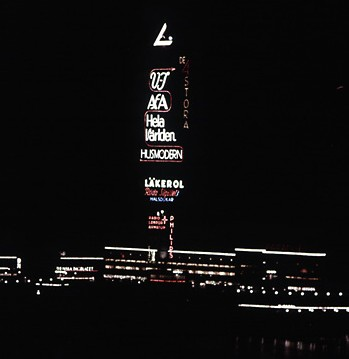
Reklammasten på Stockholmsutställningen 1930, färgfoto:Gustaf W. Cronquist.

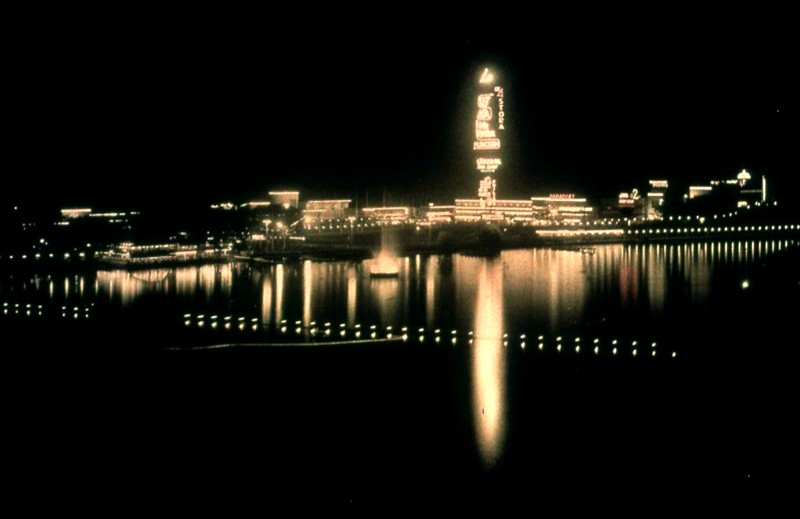
Reklammasten på Stockholmsutställningen 1930, färgfoto:Gustaf W. Cronquist.

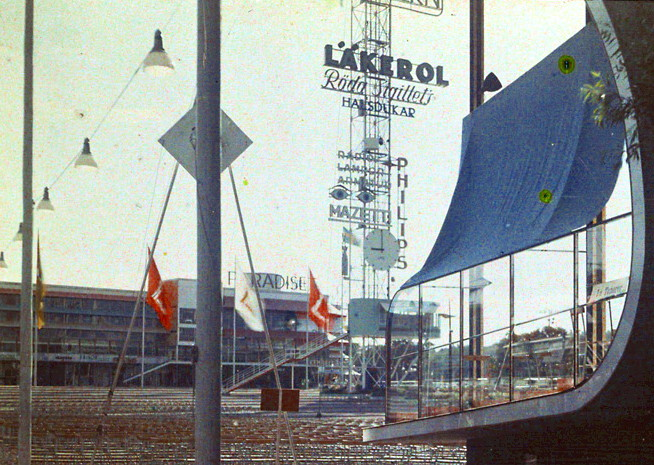
Reklammasten i dagsljus.

Reklammasten var en 80 meter hög ljusreklam på Stockholmsutställningen 1930 på Djurgården i Stockholm. Reklammasten fanns bara temporärt så länge utställningen pågick, mellan den 16 maj och 29 september 1930. 
Stockholmsutställningen 1930 räknas inte bara som genombrottet för funktionalismen i Sverige utan även för det riktigt stora genombrottet för neonskylten. Ljuset i natten var en viktig del av utställningens koncept. Utställningsarkitekt var funktionalisten Gunnar Asplund. Utställningsplatsens huvuddel var där Sjöhistoriska museet nu ligger och över Djurgårdsbrunnsviken ledde en provisorisk gångbro till utställningens södra del, bron var upplyst med 1000 glödlampor.
Stor uppmärksamhet rönte den 80 meter höga reklammasten, formgiven av arkitekten Sigurd Lewerentz. Högst upp på masten satt utställningens symbol, den lewerentzka vingen utformad som en glödlampsskylt i rött och gult. Därunder följde fyra tidningsnamn (De 4 Stora) utförda i knappt 900 stycken vita 25-watts lampor: V-J (för Vecko-Journalen), AfA (för Allt för Alla), Hela världen och Husmodern. Efter ett litet mellanrum följde Läkerols glödlampsskylt som pendlade mellan vit och grönt, sedan följde en neonskylt för Röda Sigillets Halsdukar och därunder en neonskylt för Philips "Radio-Lampor-Armatur". Längst ner satt en gul glödlampsskylt för Mazetti med firmans välkända Mazetti-ögon. Ramlösas roterande flaska bildade avslutningen.
Stockholmsutställningen 1930 innebar en kraftig försäljningsökning för neontillverkarna och krav på fler färger än rött, grönt och blått. Neon hade även accepteras av funktionalismens arkitekter som ett modernt uttrycksmedel. Exempelvis fanns en omfattande ljusreklam på Esselte-husets och Centralpalatsets släta fönsterbröstningar, båda husen var formgivna av modernisten Ivar Tengbom (se Esseltehusets ljusskyltar och Citypalatsets ljusskyltar).